# Sindrom
Sindrom se numește un complex de simptome asociate, caracteristic pentru o anumită stare patologică a organismului, constând în totalitatea semnelor și a simptomelor care apar împreună în cursul unei boli, dându-i nota caracteristică.
Sindromul este definit ca un ansamblu bine determinat, coerent, de simptome și semne intercorelate, care caracterizează mai multe afecțiuni (entități morbide) posibile (nu una singură), putând, însă, sublinia o modalitate patologică sau caracteriza o afecțiune. În altă definiție, sindromul este un complex de simptome, o grupă sau o combinație de simptome (semne), asociate cu un anumit proces maladiv și care alcătuesc o imagine clinică determinată, o imagine a unei boli sau a unei părți a acesteia, simptome ale unui anumit sistem.